# Parque histórico nacional Saratoga
El parque histórico nacional Saratoga es un parque histórico nacional de los Estados Unidos ubicado en la ciudad de Stillwater en el este de Nueva York, 30 millas al norte de Albany. El parque conserva el sitio de las Batallas de Saratoga.

## Descripción
El parque preserva el sitio de las Batallas de Saratoga, la primera victoria militar estadounidense significativa de la Guerra de Independencia de los Estados Unidos. Aquí, en 1777, las fuerzas estadounidenses se enfrentaron, derrotaron y obligaron a un importante Ejército Británico a rendirse, un acontecimiento que llevó a Francia a reconocer la independencia de los Estados Unidos y a entrar en la guerra como un aliado militar decisivo de los estadounidenses en lucha.
Autorizado por primera vez como reserva histórica del estado de Nueva York en 1927 en el sesquicentenario de las Batallas, el Campo de Batalla pasó a formar parte del Sistema de Parques Nacionales en 1938, cuando el Congreso de los Estados Unidos autorizó el Parque Histórico Nacional Saratoga.
El Centro de Visitantes ofrece una película de orientación de 20 minutos, un mapa de luz de fibra óptica, una línea de tiempo y exhibiciones de artefactos. Hay un folleto disponible para un recorrido autoguiado por los sitios del campo de batalla de 4 millas cuadradas (10,4 km²) en Stillwater. La Casa Schuyler del general Philip Schuyler está ubicada 8 millas (12,9 km) al norte en Schuylerville. Es una casa museo restaurada abierta mediante recorrido. El Monumento a la Batalla de Saratoga se encuentra en el cercano pueblo de Victory.
El parque está ubicado en la parte superior del río Hudson al sureste de Saratoga Springs. Contiene el famoso monumento a la bota de Benedict Arnold, el único monumento de guerra en los Estados Unidos que no lleva el nombre de su homenajeado. El monumento fue donado por John Watts de Peyster, un ex-general de división de la milicia del estado de Nueva York durante la Guerra de Secesión que escribió varias historias militares sobre la batalla de Saratoga.

## Parque conmemorativo del sitio de rendición de Saratoga

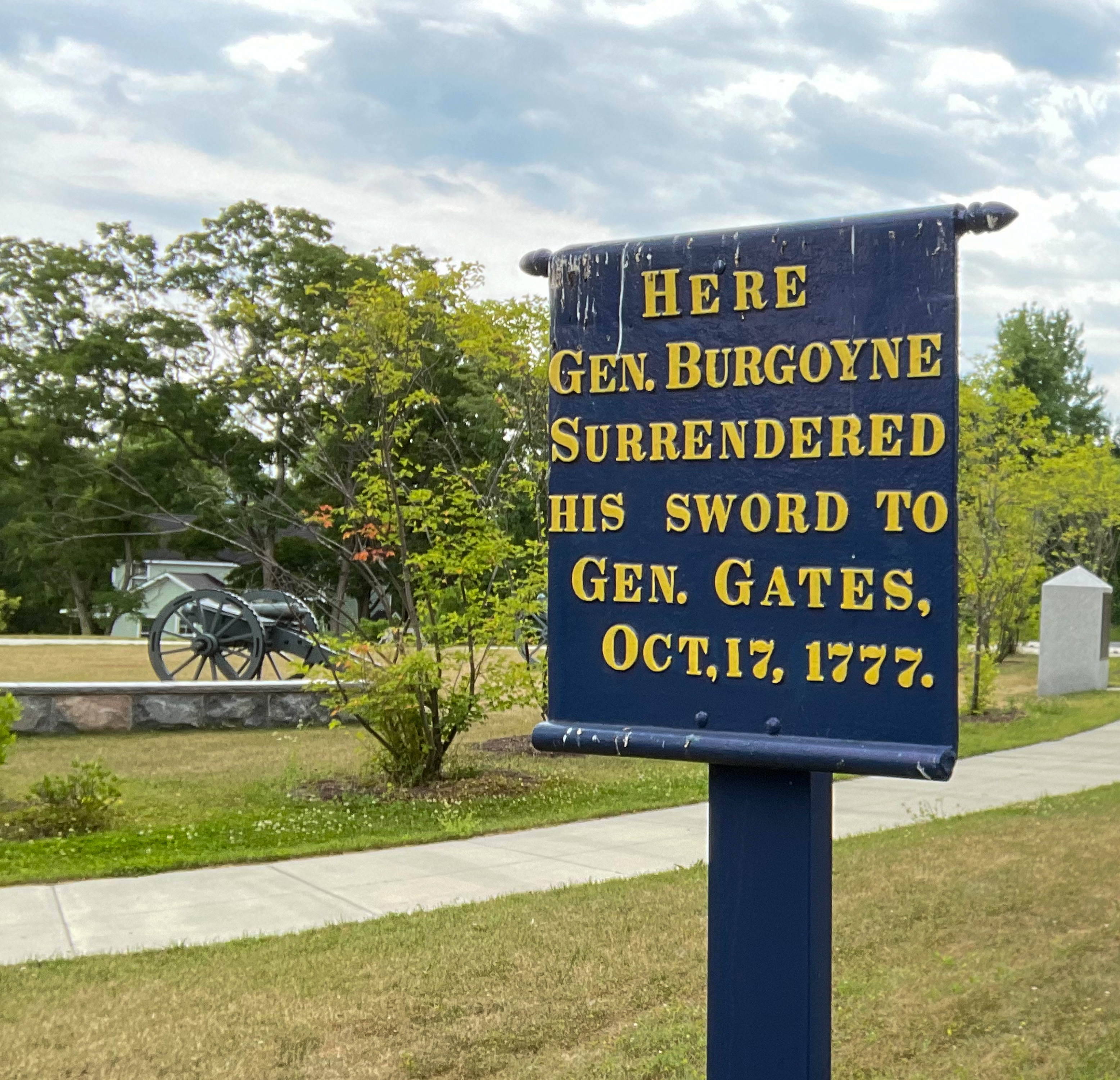
Signo del parque memorial del itio de rendición de Saratoga.

En 2021, la gestión del lugar donde se rindió el ejército británico fue transferida al Servicio de Parques Nacionales. El Parque Conmemorativo del Sitio de Rendición de Saratoga marca el lugar preciso donde el general británico John Burgoyne entregó su ejército al general Horatio Gates el 17 de octubre de 1777. El parque de 19 acres está ubicado nueve millas al norte de Saratoga Battlefield Park y media milla al sur de Schuylerville en la ruta estadounidense 4. El parque incluye placas explicativas y señalización, y dos cañones.
El terreno es propiedad del Open Space Institute y está administrado por el Servicio de Parques Nacionales, y está abierto a los visitantes desde el amanecer hasta el anochecer durante todo el año.

## Ubicaciones cercanas de las batallas de Saratoga no incluidas en el SNHP
La Casa Marshall, en el Registro Nacional de Lugares Históricos, se encuentra 8 millas (12,9 km) al norte de la entrada principal al parque en la U.S. 4 y NY 32 al norte del pueblo de Schuylerville. Se hizo famoso gracias a la baronesa Frederika Riedesel en sus Letters and Journals relating to the War of the American Revolution, and the Capture of the German Troops at Saratoga. Esta casa fue construida en 1770-1773.
Durante los últimos días de las batallas de Saratoga, la baronesa Riedesel se refugió allí junto con las esposas de los oficiales del ejército británico y el personal herido. Su relato de las tribulaciones de quienes la rodeaban, su profundo conocimiento de las personalidades de los principales oficiales de los ejércitos británico y estadounidense y su devoción hacia su marido en peligro han llevado a algunos comentaristas a nombrarla como la primera mujer corresponsal de guerra. La Casa Marshall fue bombardeada por los estadounidenses, que la suponían un cuartel general enemigo.
En su interior se conservan balas de cañón y otros recuerdos del calvario que padecieron quienes allí se refugiaron. La Casa Marshall es la única estructura superviviente en el área de las batallas. La propiedad es de propiedad privada.
A mediados de 2023, American Battlefield Trust y sus socios adquirieron y preservaron 26 acres del campo de batalla fuera del parque nacional.

## Galería

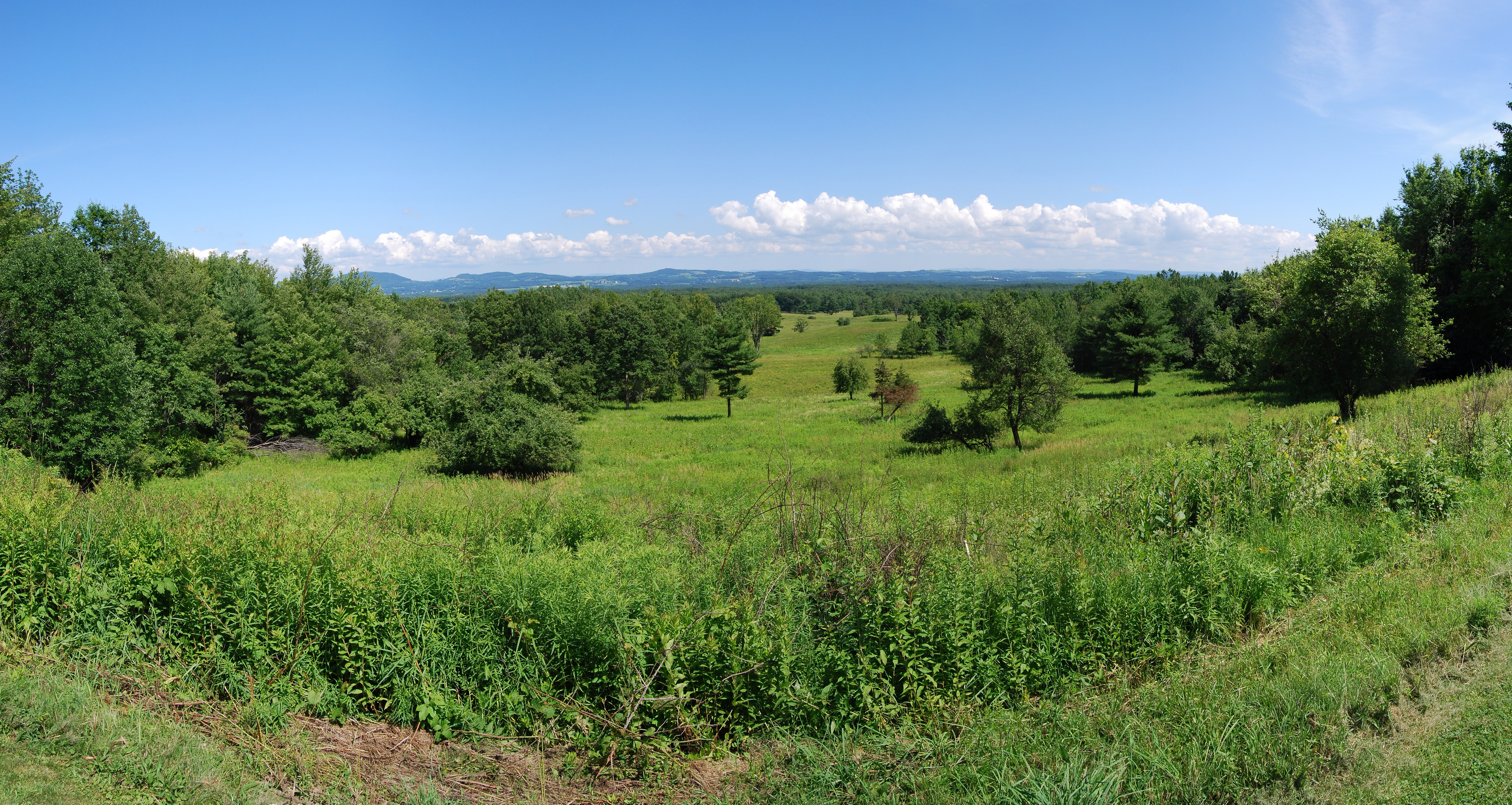
Vista del campo de batalla.
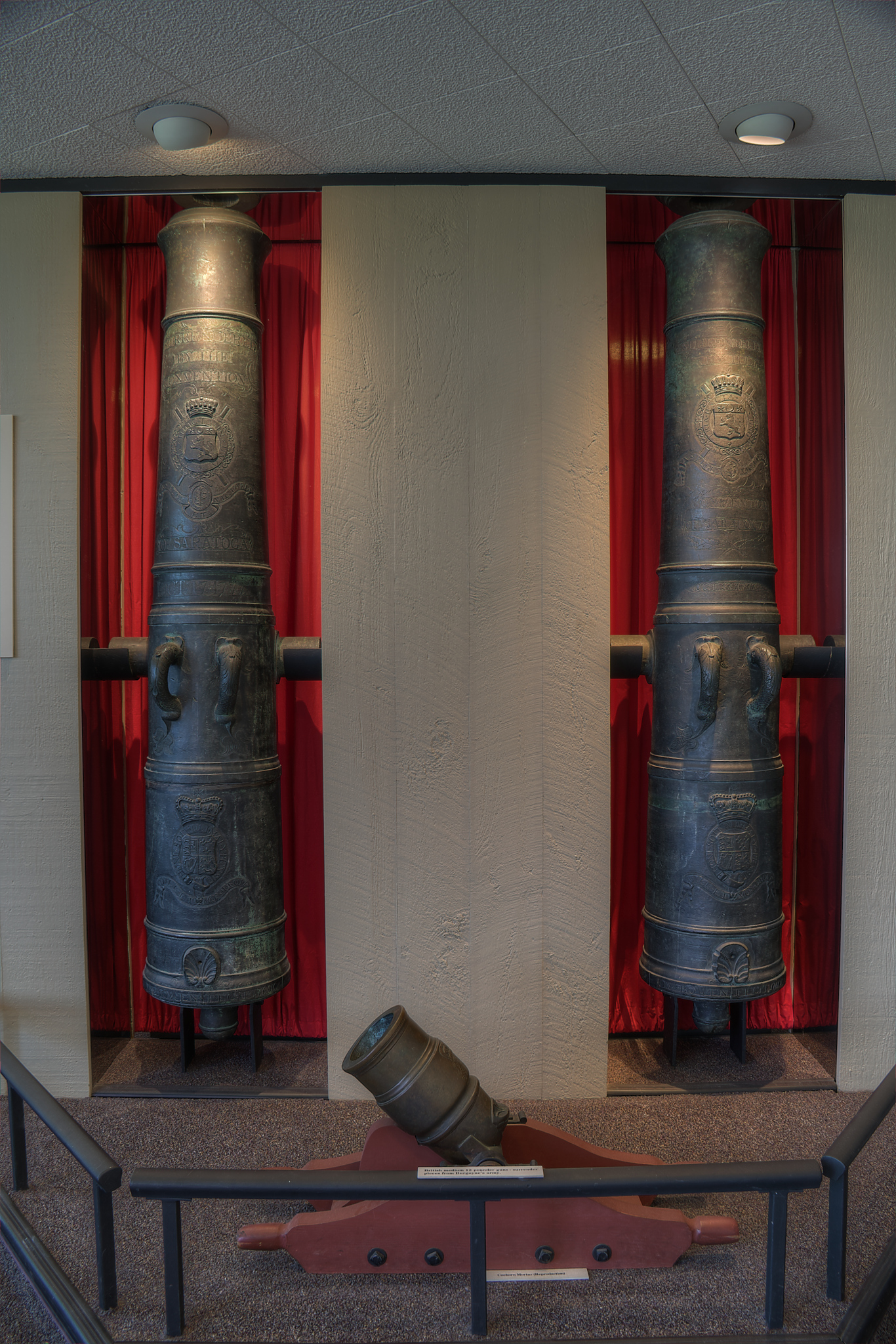
Cañón trofeo de la batalla de Saratoga.
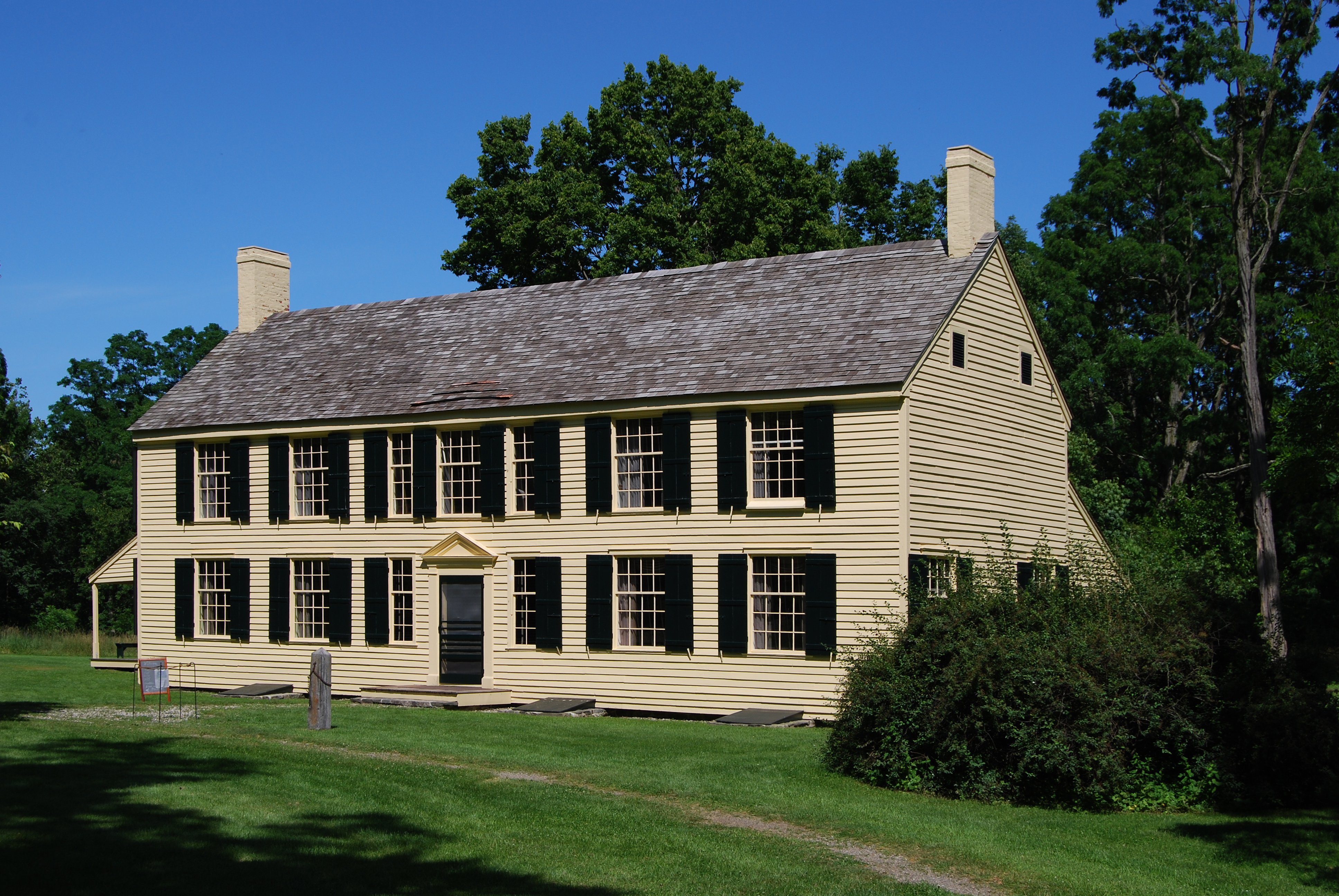
Casa del general Philip Schuyler.
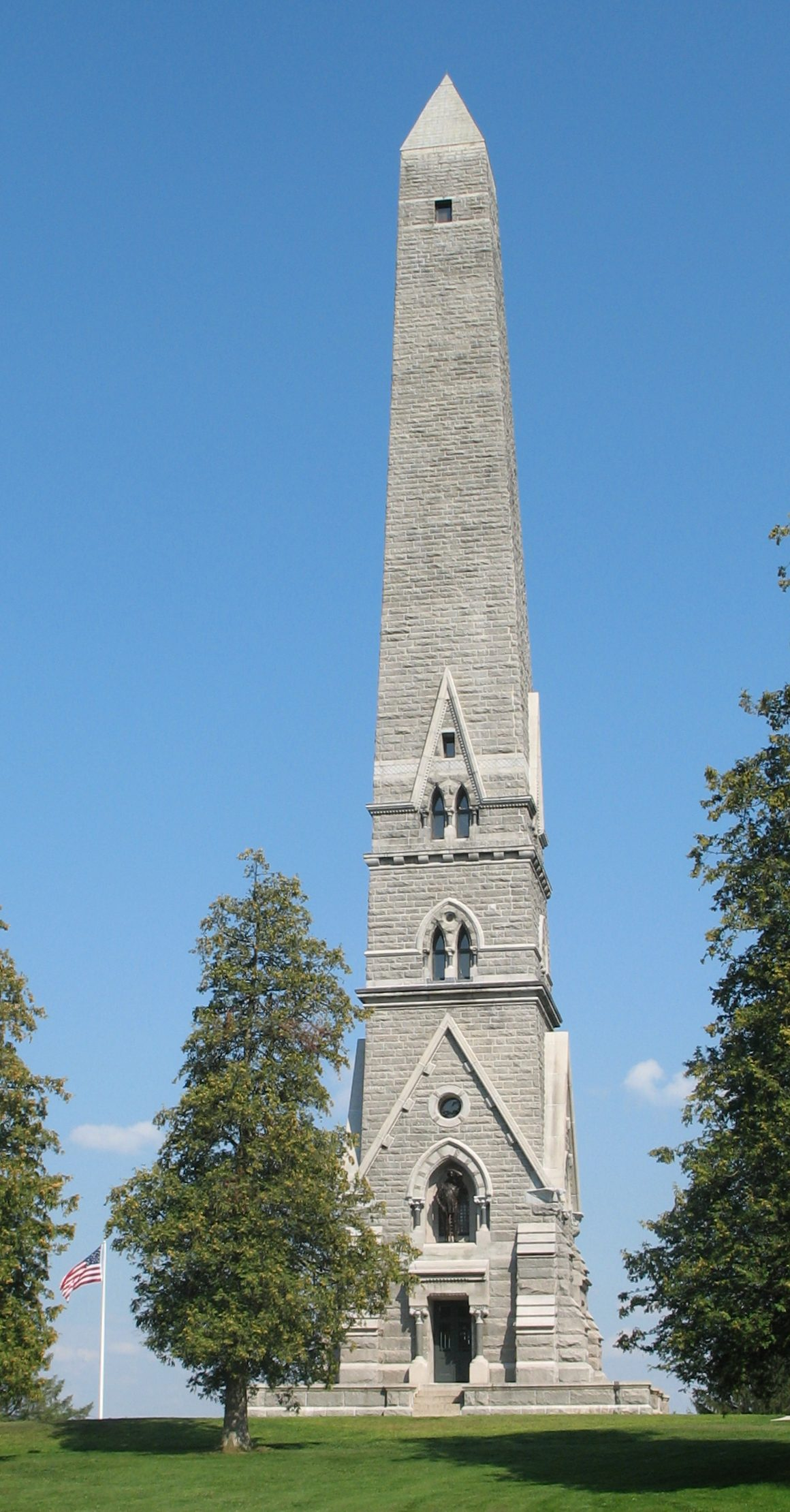
Monumento masónico de Saratoga.
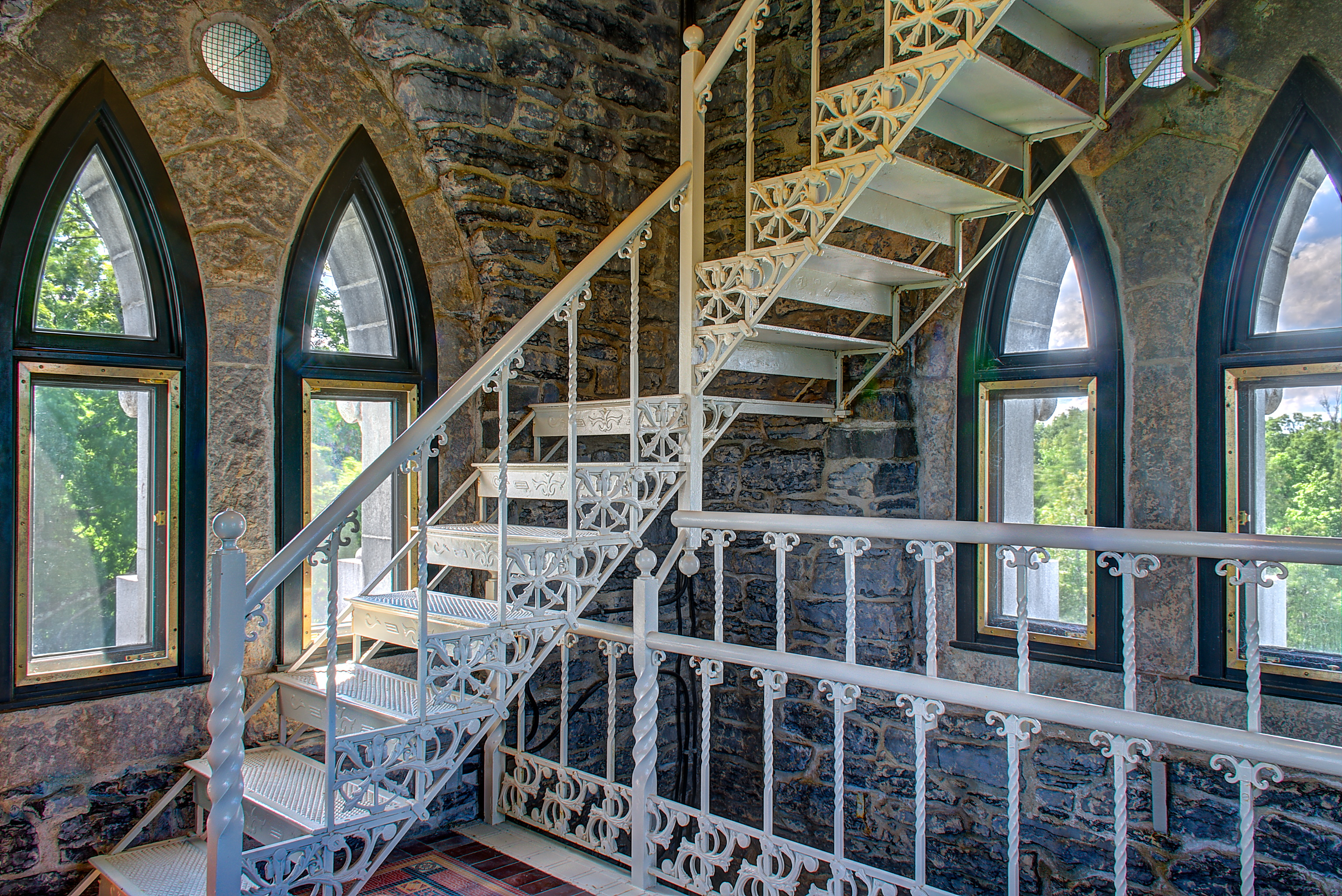
Vista desde el nivel medio del monumento.
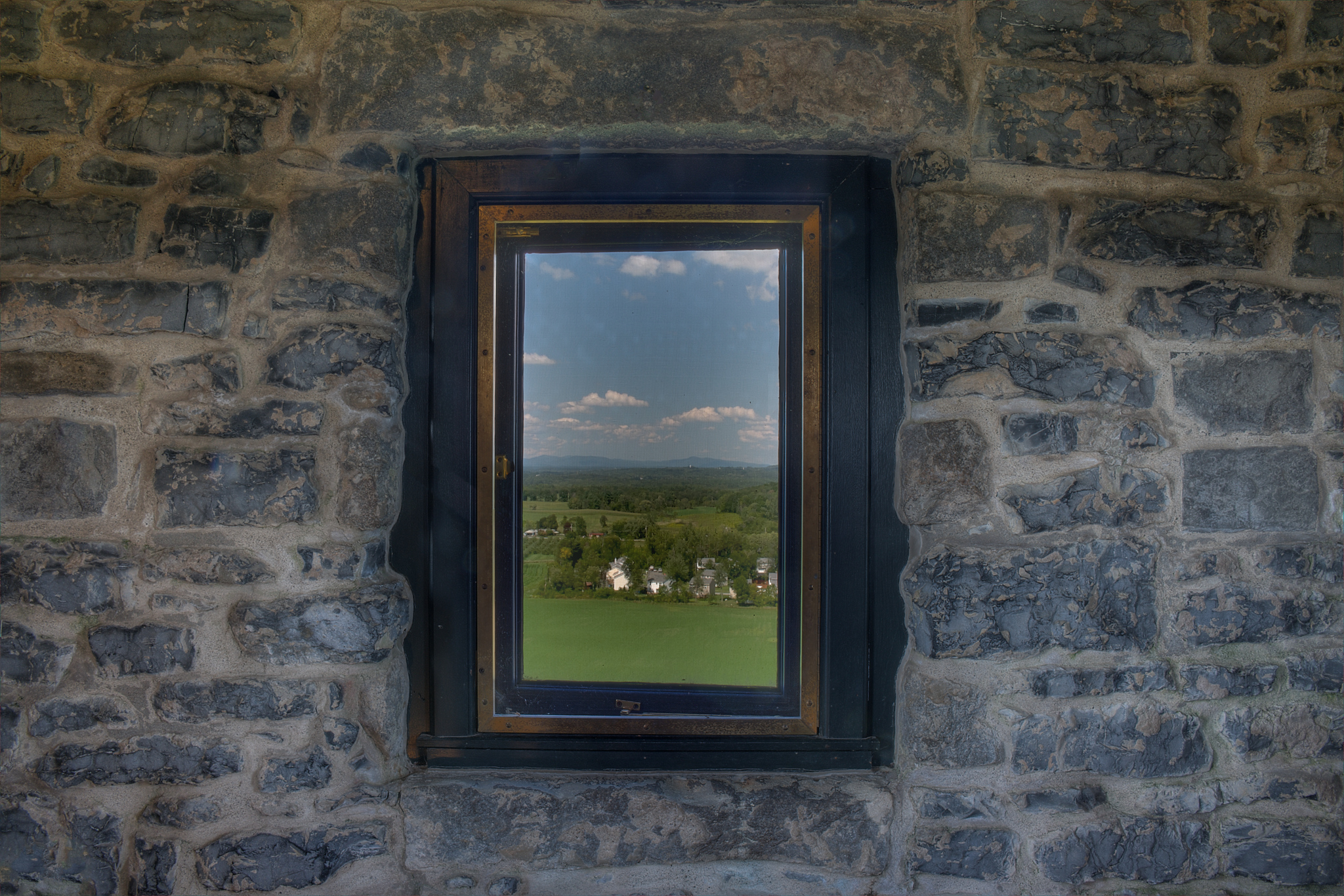
Vista desde lo alto del monumento.

### Lectura adicional
- Lossing, Benson J. Pictorial Field-Book of the Revolution, I 1850.
- Stone, William L., traductor. Letters and Journals relating to the War of the American Revolution, and the Capture of the German Troops at Saratoga, by Mrs. General Riedesel . Joel Munsell, Albany, Nueva York, 1867.